# جزيرة جابو
جزيرة جابو هي (بالإنجليزية: Gabo Island) جزيرة بمساحة 154 هكتار (380 أكر) تقع قبالة الساحل الشرقي لولاية فيكتوريا، أستراليا، بين ماليكيتا و كايب هاو على الحدود مع نيو ساوث ويلز.  ويفصلها عن البر الرئيسي قناة واسعة بعرض 500 متر (1,600 قدم) ، الوصول متاح عن طريق الرحلات الجوية والبحرية.  جزيرة جابو هي مرجع للملاحة يُشار إليها عادة في تحذيرات الطقس الفيكتورية الصادرة عن المكتب الأسترالي للأرصاد الجوية.

## منارة جزيرة جابو
تشتهر جزيرة جابو بمنارة تاريخية. استُكملت هذه المنارة في عام 1862 حيث تعتبر ثاني أطول منارة أسترالية، وصُنعت من الغرانيت الوردي المستخرج من الجزيرة نفسها. تقع النقطة الأصلية للضوء على ارتفاع 55 متر (180 قدم) فوق مستوى سطح البحر، والسمة الضوئية للمنارة هي عبارة عن مجموعة من ثلاث ومضات تحدث كل عشرين ثانية. يشغل منزل الحارس القيٍْم بالمنارة، وقد يتم استئجار مبنى آخرفي حالة الإقامة ليلاً. 

## مناخ
| البيانات المناخية لـمنارة جزيرة جابو | البيانات المناخية لـمنارة جزيرة جابو | البيانات المناخية لـمنارة جزيرة جابو | البيانات المناخية لـمنارة جزيرة جابو | البيانات المناخية لـمنارة جزيرة جابو | البيانات المناخية لـمنارة جزيرة جابو | البيانات المناخية لـمنارة جزيرة جابو | البيانات المناخية لـمنارة جزيرة جابو | البيانات المناخية لـمنارة جزيرة جابو | البيانات المناخية لـمنارة جزيرة جابو | البيانات المناخية لـمنارة جزيرة جابو | البيانات المناخية لـمنارة جزيرة جابو | البيانات المناخية لـمنارة جزيرة جابو | البيانات المناخية لـمنارة جزيرة جابو |
| الشهر                                | يناير                                | فبراير                               | مارس                                 | أبريل                                | مايو                                 | يونيو                                | يوليو                                | أغسطس                                | سبتمبر                               | أكتوبر                               | نوفمبر                               | ديسمبر                               | المعدل السنوي                        |
| ------------------------------------ | ------------------------------------ | ------------------------------------ | ------------------------------------ | ------------------------------------ | ------------------------------------ | ------------------------------------ | ------------------------------------ | ------------------------------------ | ------------------------------------ | ------------------------------------ | ------------------------------------ | ------------------------------------ | ------------------------------------ |
| الدرجة القصوى °م (°ف)                | 40.8 (105.4)                         | 39.1 (102.4)                         | 38.6 (101.5)                         | 35.0 (95.0)                          | 26.6 (79.9)                          | 22.5 (72.5)                          | 23.3 (73.9)                          | 26.7 (80.1)                          | 31.0 (87.8)                          | 35.6 (96.1)                          | 37.2 (99.0)                          | 38.4 (101.1)                         | 40.8 (105.4)                         |
| متوسط درجة الحرارة الكبرى °م (°ف)    | 21.3 (70.3)                          | 21.6 (70.9)                          | 21.0 (69.8)                          | 19.2 (66.6)                          | 16.9 (62.4)                          | 14.8 (58.6)                          | 14.1 (57.4)                          | 14.7 (58.5)                          | 15.9 (60.6)                          | 17.2 (63.0)                          | 18.4 (65.1)                          | 19.9 (67.8)                          | 17.9 (64.2)                          |
| متوسط درجة الحرارة الصغرى °م (°ف)    | 15.8 (60.4)                          | 16.2 (61.2)                          | 15.4 (59.7)                          | 13.5 (56.3)                          | 11.2 (52.2)                          | 9.3 (48.7)                           | 8.2 (46.8)                           | 8.5 (47.3)                           | 9.7 (49.5)                           | 11.2 (52.2)                          | 12.8 (55.0)                          | 14.4 (57.9)                          | 12.2 (54.0)                          |
| أدنى درجة حرارة °م (°ف)              | 6.3 (43.3)                           | 7.8 (46.0)                           | 7.8 (46.0)                           | 6.4 (43.5)                           | 2.2 (36.0)                           | 3.3 (37.9)                           | 2.0 (35.6)                           | 2.8 (37.0)                           | 2.8 (37.0)                           | 2.8 (37.0)                           | 1.7 (35.1)                           | 7.2 (45.0)                           | 1.7 (35.1)                           |
| الهطول مم (إنش)                      | 70.2 (2.76)                          | 67.7 (2.67)                          | 72.5 (2.85)                          | 84.4 (3.32)                          | 98.3 (3.87)                          | 103.4 (4.07)                         | 85.4 (3.36)                          | 71.5 (2.81)                          | 72.5 (2.85)                          | 74.4 (2.93)                          | 73.1 (2.88)                          | 66.7 (2.63)                          | 941.9 (37.08)                        |
| متوسط أيام هطول الأمطار              | 9.4                                  | 9.1                                  | 10.6                                 | 11.8                                 | 13.4                                 | 14.4                                 | 13.7                                 | 13.3                                 | 13.3                                 | 13.3                                 | 11.6                                 | 10.8                                 | 144.7                                |
| المصدر: مكتب الأرصاد الجوية          |                                      |                                      |                                      |                                      |                                      |                                      |                                      |                                      |                                      |                                      |                                      |                                      |                                      |

## الطيور
الجزيرة هي موطن لأكبر مستعمرة في العالم من طيور البطريق القزم.  حددت جمعية الطيور العالمية جابو، مع جزيرة تالابارجا الصغيرة المرتبطة بها في نهايتها الجنوبية، باعتبارها منطقة منطقة هامة لحفظ الطيور بسبب أعداد طيور البطريق المتكاثرة (ما يصل إلى 21000 زوجًا) وحيوانات طائر نوء أبيض الوجه (حتى 20000 زوج).  أدى القلق من افتراس الطيور والحيوانات المحلية إلى مباشرة برنامج ناجح للقضاء على القطط الوحشية في الجزيرة بين عامي 1987 و 1991.   

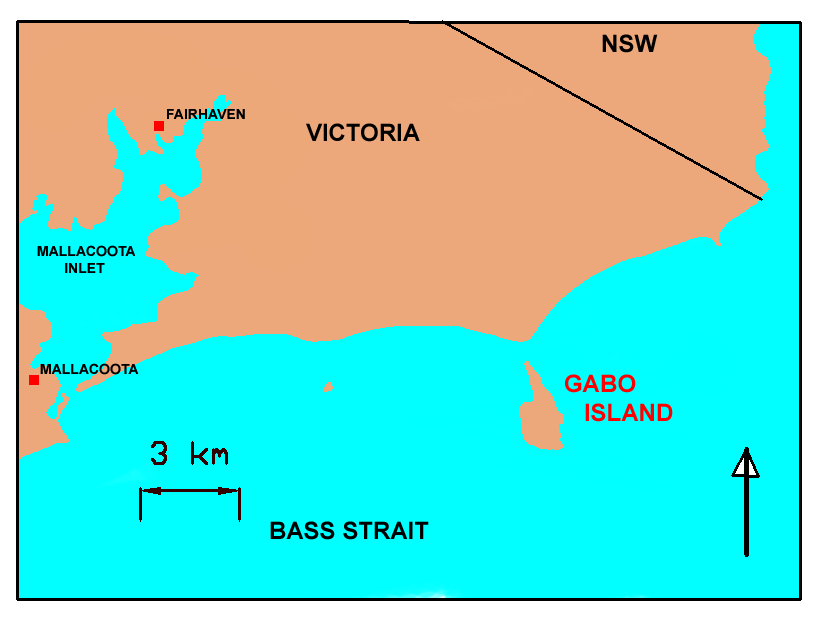
خريطة جزيرة جابو، فيكتوريا، أستراليا
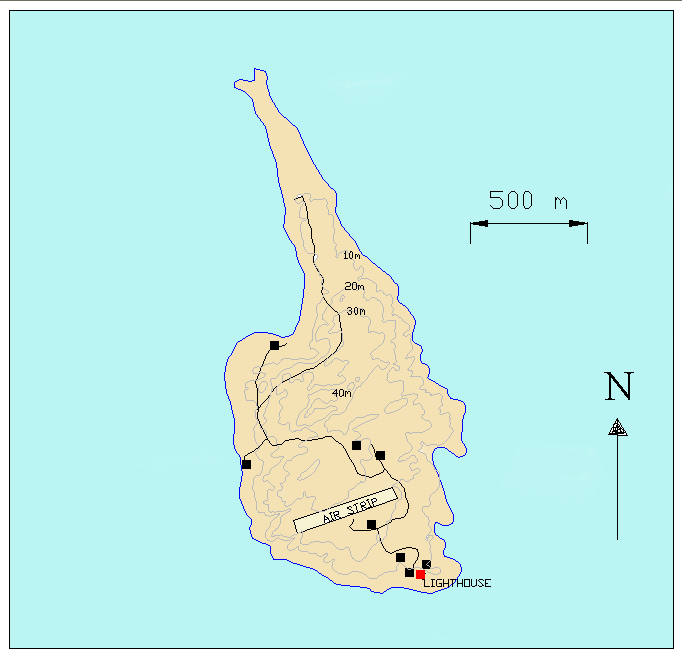
خريطة جزيرة جابو

## روابط خارجية
- اعداد البطاريق العظيمة في جزيرة جابو